# Harari (vùng)
Harari (tiếng Amhara: ሐረሪ), là một trong 9 vùng dựa trên cơ sở dân tộc (kililoch) của Ethiopia, bao trùm quê hương của người Harari. Trước đây vùng có tên là vùng 13. Thủ phủ của vùng là Harar. Đây là vùng nhỏ nhất trong các vùng của Ethiopia.
Thành phần dân tộc của vùng Harari là người Oromo (56,41%), người Amhara (22.77%), người Harari (8,65%), người Gurage (4,34%), người Somali (3,87%), người Tigray (1,53%), và Argobba (1,26%). Các ngôn ngữ được nói bao gồm tiếng Oromo (56,84%), tiếng Amhara (27,53%), tiếng Harari (7,33%), tiếng Somali (3,70%), và tiếng Gurage (2,91%). 68,99% cư dân trong vùng là tín đồ Hồi giáo, 27,1% là tín đồ Chính thống giáo Ethiopia, 3,4% là tín đồ Tin Lành, 0,3% là tín đồ Công giáo La Mã, và 0,2% theo các tôn giáo khác.